# انتخابات ریاست‌جمهوری تونس (۲۰۱۹)
انتخابات ریاست‌جمهوری تونس در تاریخ ۱۵ سپتامبر ۲۰۱۹ برگزار شد این دومین رأی‌گیری مستقیم برای ریاست جمهوری از زمان انقلاب ۲۰۱۱ بود. این انتخابات در ابتدا برای ۱۷ و ۲۴ نوامبر برنامه‌ریزی شده بود، اما بعد از مرگ رئیس‌جمهور فقید محمد باجی قائد سبسی جلوتر افتاد و ۲۵ ژوئیه را برای برگزاری آن مطرح کردند، تا براساس قانون اساسی رئیس‌جمهور جدید ظرف ۹۰ روز، مشخص شده و به تصویب برسد.
از آنجا که در مرحله اول، هیچ‌یک از کاندیداها اکثریت آرا را به دست نیاوردند، در روز ۱۳ اکتبر در مرحله دوم رای‌گیری بین دو کاندیدای برتر، قیس سعید و نبیل قروی برگزار شد. در مرحله دوم سعید با ۷۲٫۷ درصد آرا به پیروزی دست یافت.

## سیستم انتخاباتی
مقاله اصلی: رئیس‌جمهور تونس
رئیس‌جمهور مستقیماً براساس حق رأی جهانی با اکثریت آرا انتخاب می‌شود و در صورت عدم کسب اکثریت در دور اول، دور دوم انتخابات بین دو کاندیدای برتر از دور اول برگزار می‌شود. کاندیدای ریاست جمهوری باید در روز ثبت نام حداقل ۳۵ سال سن داشته و باید یک مسلمان باشد. این نامزد بایستی از شهروندی هر کشور دیگری دست کشیده و تابعیت تونس را دارا باشد.

## کاندیداها

### نامزدهای تاییدشده
| عکس | نامزد            | حزب                         | مرجع          |
| --- | ---------------- | --------------------------- | ------------- |
|     | محمد عبو         | جریان دموکراتیک تونس        | [ ۶ ]         |
|     | سعید عیدی        | بنی وطنی                    | [ ۷ ]         |
|     | حاتم بوالابیار   | مستقل                       | [ ۸ ]         |
|     | عبید بریکی       | تونس به پیش                 | [ ۹ ]         |
|     | یوسف شاهد        | زنده باد تونس               | [ ۱۰ ]        |
|     | سلما الومی       | العمل                       | [ ۱۱ ]        |
|     | الیس فخفخ        | انجمن دموکراتیک کار و آزادی | [ ۱۲ ]        |
|     | محمد هاشمی حامدی | عشاق                        | [ ۱۳ ]        |
|     | حما حمامی        | جبهه مردمی                  | [ ۱۴ ]        |
|     | نجی جلول         | مستقل                       | [ ۱۵ ]        |
|     | حامدی جبلیل      | مستقل                       | [ ۱۶ ]        |
|     | مهدی جمعه        | آلترناتیو تونس              | [ ۱۷ ]        |
|     | نبیل قروی        | قلب تونس                    | [ ۱۸ ]        |
|     | سیف‌الدین مخلوف   | ائتلاف کرامت                | [ ۱۹ ]        |
|     | عمر منصور        | مستقل                       | [ ۲۰ ]        |
|     | محسن مرزوق       | جنبش مشروع تونس             | [ ۲۱ ]        |
|     | منصف المرزوقی    | الاراده                     | [ ۲۲ ]        |
|     | عبدالفاتح مورو   | النهضه (تونس)               | [ ۲۳ ]        |
|     | عبیر موسی        | نهضت دستوریه                | [ ۲۴ ]        |
|     | لطفی مریهی       | اتحاد جمهوریخواهان          | [ ۲۵ ]        |
|     | محمد نوری        | مستقل                       | [ ۲۶ ]        |
|     | مونکی راووی      | جبهه مردمی تونس             | [ ۲۷ ]        |
|     | سلیم ریاحی       | اتحاد ملی جدید              | N/A           |
|     | صفی سعید         | حامی جنبش مردمی تونس        | [ ۲۸ ] [ ۲۹ ] |
|     | قیس سعید         | مستقل                       | [ ۳۰ ]        |
|     | عبدالکریم زبیدی  | مستقل (ندای تونس)           | [ ۳۱ ]        |

## نامزدهای رد شده
منیر بعتور، اولین نامزد آشکار LGBT در خاورمیانه. رهبر حزب لیبرال

## نامزدهایی که از ثبت نام خودداری کردند
سمیع عبو، عضو مجمع نماینده جریان دموکراتیک.
محمد باجی قائد سبسی، رئیس‌جمهور تونس در آغاز کارزار انتخاباتی. رهبر حزب ندای تونس.